# Mentha arvensis
Mentha arvensis és una espècie de planta espermatòfita que pertany a la família lamiàcia, és nativa de las regions temperades d'Europa i Àsia central i occidental, est de l'Himàlaia i de Sibèria. En català rep els noms d'herba cuquera, menta, menta arvense i menta de ruc.

## Descripció
És una planta herbàcia perenne que arriba a 10–60 cm (rarament fins 100 cm) d'altura. Les fulles són oposades, simples i de 2–6,5 cm de llarg i 1–2 cm d'ample, peludes, i amb els marges serrats. Les flors són de color porpra pàl·lid (ocasionalment blanques o roses), en agrupacions sobre les tiges, cada flor té 3–4 mm de llargària. Floreix del juliol a l'octubre.